# Rudo
Rudo (en serbe cyrillique : Рудо) est une ville et une municipalité de Bosnie-Herzégovine située à l'est de la république serbe de Bosnie. Selon les premiers résultats du recensement bosnien de 2013, la ville intra muros compte 1 949 habitants et la municipalité 8 834.

## Géographie
La municipalité de Rudo est située à la frontière entre la Bosnie-Herzégovine et la Serbie. Elle possède de plus la seule exclave bosniaque en Serbie, le village de Međurečje.

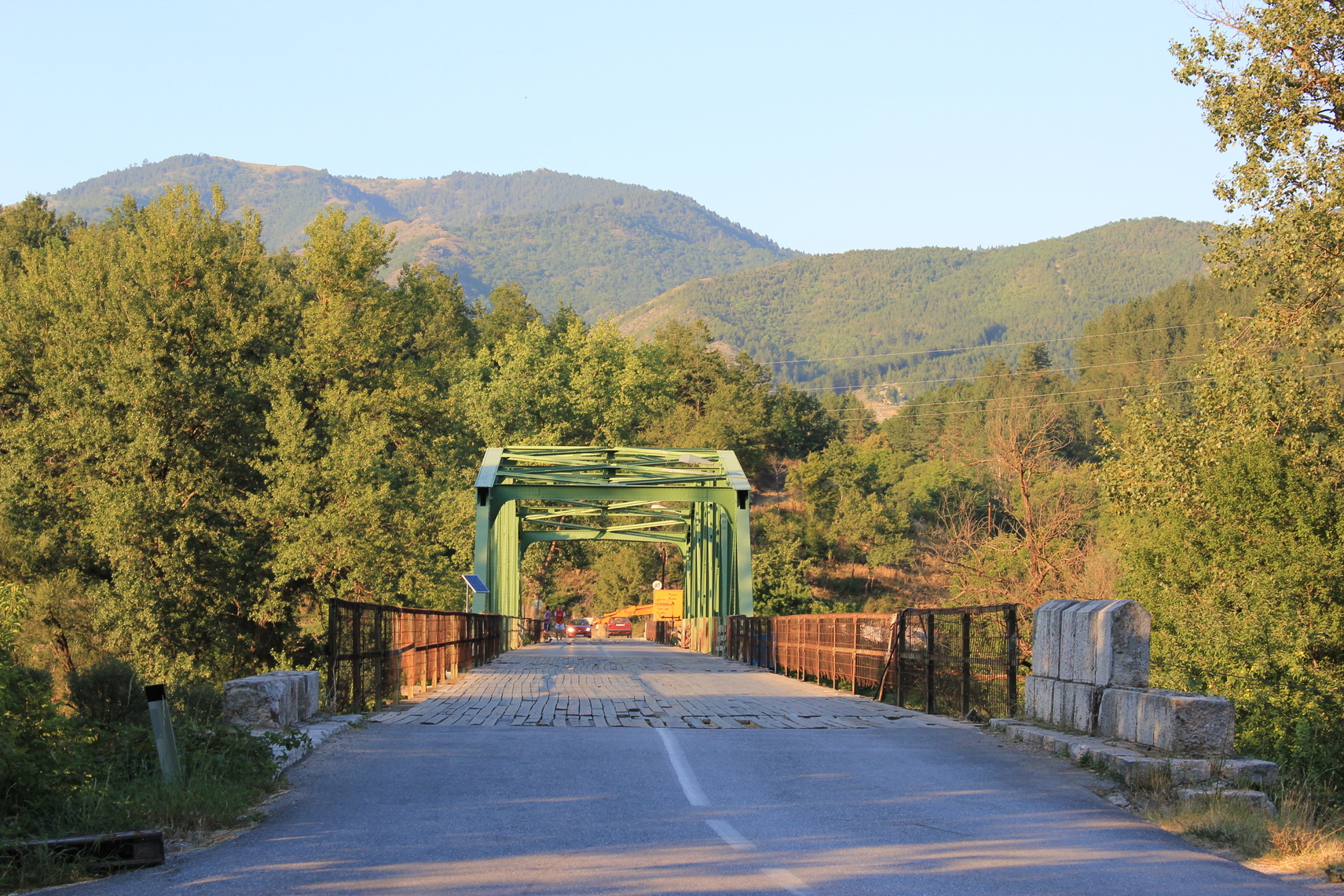
Pont sur la rivière Lim à la frontière entre la Bosnie-Herzégovine et la Serbie

## Localités

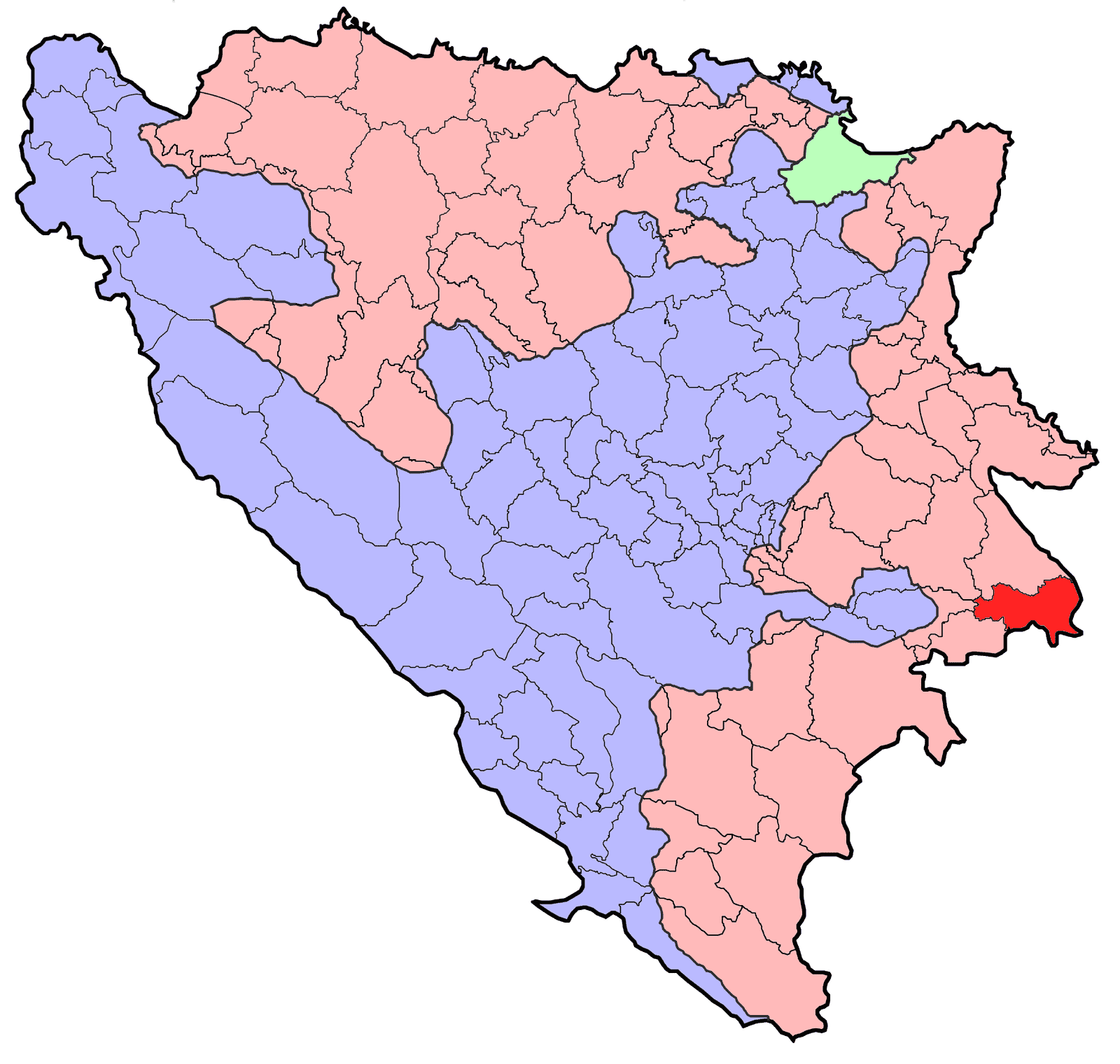
Localisation de la municipalité de Rudo en Bosnie-Herzégovine

La municipalité de Rudo compte 89 localités :
| - Arbanasi - Arsići - Bare - Bijelo Brdo - Biševići - Bjelugovina - Bjelušine - Bjeljevine - Blizna - Boranovići - Bovan - Božovići - Budalice - Cvrkote - Čavdari | - Danilovići - Dolovi - Donja Rijeka - Donja Strmica - Donje Cikote - Donji Ravanci - Dorići - Dubac - Dugovječ - Džihanići - Gaočići - Gojava - Gornja Rijeka - Gornja Strmica - Gornje Cikote | - Gornji Ravanci - Grabovik - Grivin - Janjići - Knjeginja - Kosovići - Kovači - Kula - Ljutava - Međurečje - Mikavice - Mioče - Misajlovina - Mokronozi - Mrsovo | - Nikolići - Obrvena - Omačina - Omarine - Oputnica - Orah - Oskoruša - Past - Pazalje - Peljevići - Petačine - Plema - Pohare - Polimlje - Popov Do | - Prebidoli - Pribišići - Prijevorac - Radoželje - Rakovići - Ravne Njive - Resići - Rudo - Rupavci - Setihovo - Sokolovići - Stankovača - Staro Rudo - Strgači - Strgačina | - Šahdani - Štrpci - Trbosilje - Trnavci - Trnavci kod Rudog - Ustibar - Uvac - Vagan - Viti Grab - Zagrađe - Zarbovina - Zlatari - Zubač - Zubanj |

## Démographie

### Villeintra muros

#### Évolution historique de la population dans la villeintra muros
| 1948 | 1953 | 1961 | 1971  | 1981  | 1991  | 2013  |
| ---- | ---- | ---- | ----- | ----- | ----- | ----- |
| -    | -    | -    | 1 258 | 1 760 | 2 077 | 1 949 |

|  |

### Municipalité

#### Évolution historique de la population dans la municipalité
| 1971   | 1981   | 1991   | 2013  |
| ------ | ------ | ------ | ----- |
| 15 982 | 13 601 | 11 571 | 8 834 |

#### Répartition de la population par nationalités dans la municipalité (1991)
En 1991, sur un total de 11 571 habitants, la population se répartissait de la manière suivante :

## Politique
À la suite des élections locales de 2012, les 17 sièges de l'assemblée municipale se répartissaient de la manière suivante :
| Parti                                                         | Sièges |
| ------------------------------------------------------------- | ------ |
| Alliance des sociaux-démocrates indépendants (SNSD)           | 4      |
| Parti radical serbe de la république serbe de Bosnie (SRS RS) | 3      |
| Parti démocratique serbe (SDS)                                | 2      |
| Parti démocratique (DP)                                       | 2      |
| Alliance démocratique nationale (DNS)                         | 2      |
| Nouveau mouvement démocratique (NDP)                          | 1      |
| Parti radical serbe (SRS)                                     | 1      |
| Parti du progrès démocratique (PDP)                           | 1      |
| Parti socialiste (SP)                                         | 1      |

Rato Rajak, membre du Parti radical serbe de la république serbe de Bosnie (SRS RS), a été élu maire de la municipalité.